# Manuel Antonio Flórez
Manuel Antonio Flórez Maldonado, (27 mai 1723 à Séville en Espagne—20 mars 1799 à Madrid) est un général de la marine espagnole et vice-roi de la Nouvelle-Grenade (1776-1781) puis de Nouvelle-Espagne (17 août 1787 au 16 octobre 1789).

## Carrière militaire
Flórez entre dans la marine royale espagnole où il commande divers navires de guerre combattant les pirates en Méditerranée et autour des possessions espagnoles d'Amérique. Il se distingue par sa valeur aussi bien que par ses connaissances. Il est fait chevalier de l'Ordre Calatrava. Il devient commandant du département naval de Ferrol, une base navale majeure, chantier naval et arsenal du nord-ouest de l'Espagne. Il occupe ce poste durant quatre années (1771-1775).

## Vice-roi de Nouvelle-Grenade
Flórez est nommé Vice-roi de Nouvelle-Grenade. Il prend ses fonctions le 3 décembre 1775. Il occupe ce poste durant 11 années et 5 mois. Il était apprécié en Nouvelle-Grenade.

## Vice-roi de Nouvelle-Espagne
En 1787 il est nommé Vice-roi de Nouvelle-Espagne et président de l'Audiencia de Mexico. Il arrive à Veracruz le 18 juillet 1787 et prend ses fonctions à Mexico le 17 août.

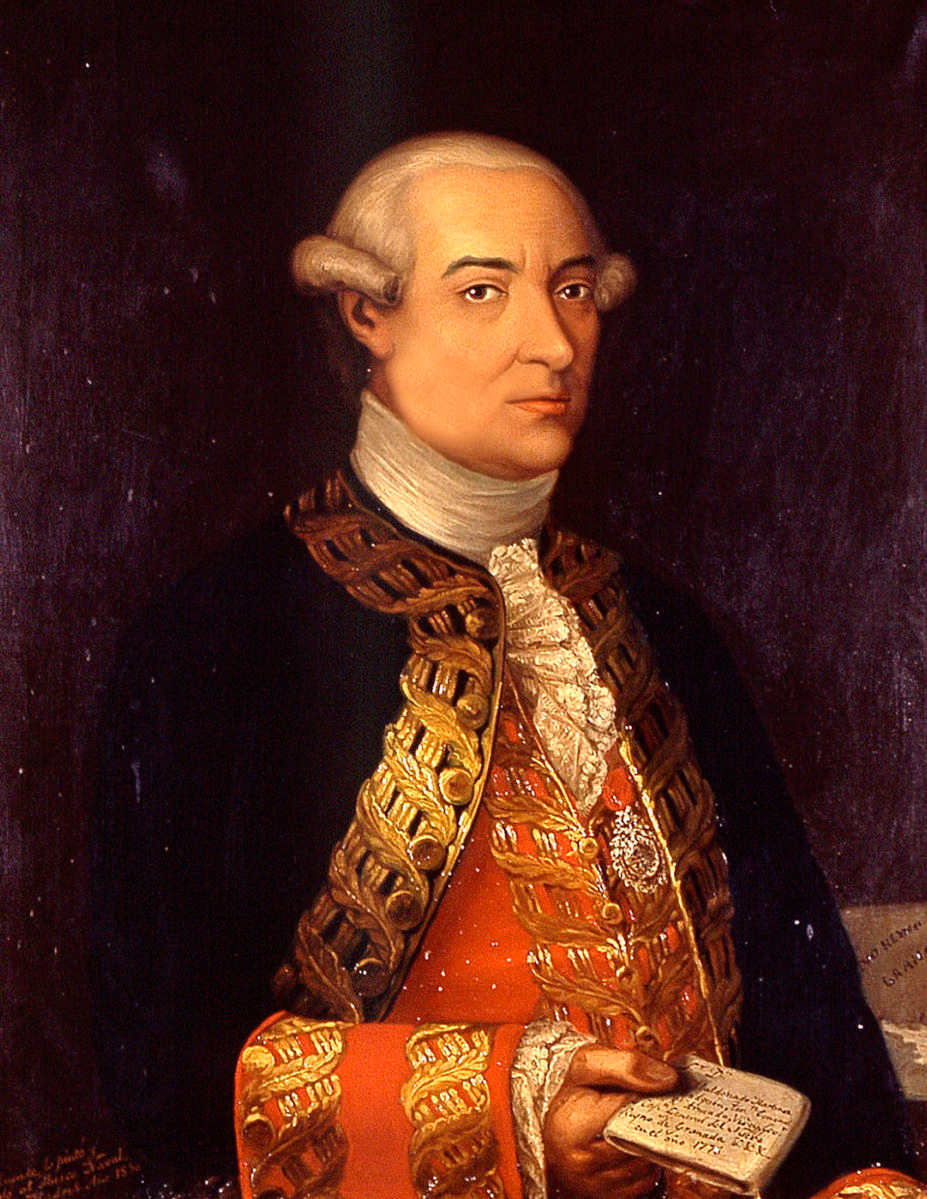
Manuel Antonio Florez.

À ce poste, il lève trois nouveaux bataillons de volontaires, ceux de Mexico, Nueva España, et Puebla. Il refuse de partager son autorité avec Francisco Mangino qui a été nommé superintendant de Nouvelle-Espagne en 1787. Il envoie annuellement 50 000 pesos à New York, par ordre de la couronne, pour diverses activités commerciales.
Il intervient dans un conflit entre des missionnaires et le gouverneur militaire de Californie. Il fait en sorte que les fils des grands propriétaires terriens de la colonie obtiennent des postes importants dans l'armée coloniale. En 1788 il arrange avec le gouvernement espagnol la venue de onze mineurs allemands de Dresde afin d'enseigner aux mineurs mexicains les plus récentes techniques dans ce domaine.
C'est durant son mandat que le Real Estudio Botánico (Centre d'étude Royale de botanique) ouvre ses portes. Le 28 avril 1788, l'historien et jésuite mexicain Francisco Javier Alegre meurt en exil à Bologne. Le 4 juin 1788, l'expédition d'Esteban José Martínez prend la mer depuis San Blas  (actuellement dans l'état mexicain de Nayarit), sur la Princesa pour explorer la côte Nord Pacifique. Cette expédition ira jusqu'au Détroit de Béring. Le 12 août 1788, Lorenzo de Zavala naît au Yucatán, il sera plus tard vice-président de la République indépendante du Texas.
Le Roi Charles III meurt le 4 décembre 1788, après un long règne. Ses obsèques somptueuses coûteront une fortune à la trésorerie de Nouvelle-Espagne. Le Vice-roi Flórez est personnellement très affecté de sa mort car Charles III avait été son protecteur.
L'Audiencia informe la Couronne de l'état de santé précaire de Flórez et il reçoit l'ordre de mettre fin à son mandat à cause de ceci. On lui accorde six mois de traitements supplémentaires afin de couvrir les frais de son retour vers l'Espagne. Il y arrive le 6 octobre 1789 et reçoit la croix de l'Ordre de Charles III et est nommé capitaine général honoraire de la flotte. Il meurt à Madrid le 20 mars 1799.